# Шемигон Олексій Родіонович
Олексі́й Родіо́нович Шемигон (1916 — 20 серпня 1944) — радянський військовик часів Другої світової війни, командир роти 468-го стрілецького полку 111-ї стрілецької дивізії, лейтенант. Герой Радянського Союзу (1945).

## Життєпис
Народився 1916 року в селі Вилівці Зміївського повіту Харківської губернії Російської імперії (нині — Зміївський район Харківської області) в селянській родині. Українець.
Закінчив семирічку в селі Соколовому та школу ФЗУ в Харкові. Працював слюсарем у Харківському локомотивному депо.
До лав РСЧА призваний 1937 року. Після проходження дійсної служби залишився в армії понадстроково. Учасник німецько-радянської війни з червня 1941 року. Воював на Західному фронті. 30 грудня 1941 року отримав важке поранення. Після одужання молодший лейтенант О. Р. Шемигон був призначений заступником командира медичної роти з політичної частини 22-го окремого медико-санітарного батальйону 61-ї стрілецької дивізії Північно-Кавказького фронту. Член ВКП(б) з 1943 року. У липні 1943 року направлений на навчання до Горьківського військово-політичного училища.
З серпня 1944 року лейтенант О. Р. Шемигон — командир 2-ї стрілецької роти 468-го стрілецького полку 111-ї стрілецької дивізії 52-ї армії 2-го Українського фронту.
Особливо відзначився під час бойових дій на території Румунії. 20 серпня 1944 року північніше міста Ясси, після масованої артилерійської підготовки рота під його командуванням пішла у наступ на ворожі укріплення. В ході наступу бійці роти потрапили під щільний кулеметний вогонь з ворожого ДОТа й були змушені залягти. У цей час лейтенант О. Р. Шемигон непомітно підповз до вогневої точки і закрив своїм тілом амбразуру ДОТа. Це дозволило бійцям роти вибити супротивника з рубежу оборони з меншими для себе втратами.
Похований у селищі Стинка, жудець Ясси, Румунія.

## Нагороди
Указом Президії Верховної Ради СРСР від 24 березня 1945 року «за зразкове виконання бойових завдань командування на фронті боротьби з німецько-фашистськими загарбниками та виявлені при цьому відвагу і героїзм», лейтенантові Шемигону Олексію Родіоновичу присвоєне звання Героя Радянського Союзу (посмертно).
Нагороджений орденом Леніна (24.03.1945) і медаллю «За бойові заслуги» (26.04.1943).

## Вшанування пам'яті
Ім'ям Олексія Шемигона названо одну з вулиць Харкова.
У с. Соколовому Зміївського району Харківської області встановлено погруддя Героя.